# Lorenzo Ferro

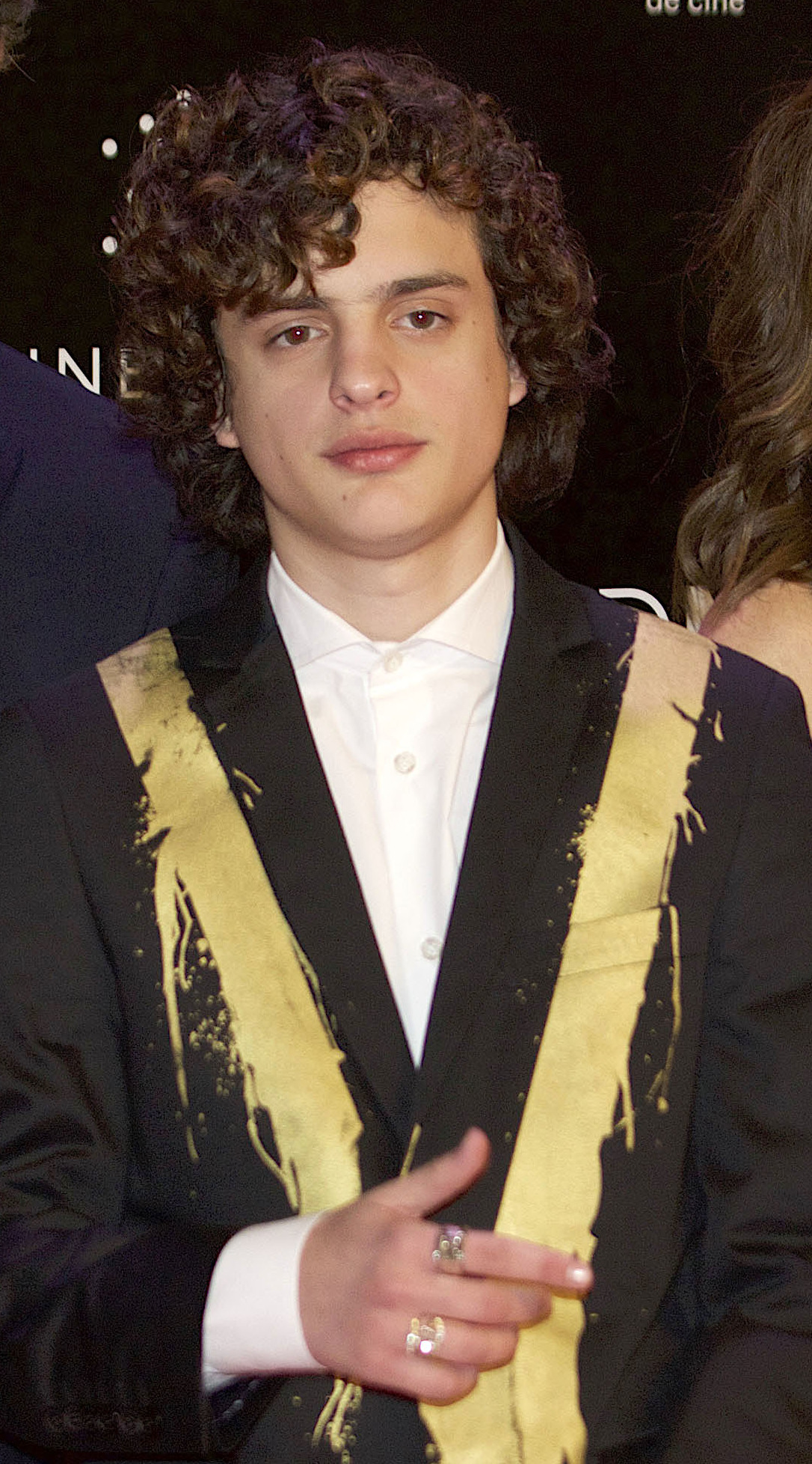
Lorenzo Ferro bei der Verleihung des Premios Fénix 2018

Lorenzo Ferro (* 9. November 1998 in Buenos Aires) ist ein argentinischer Filmschauspieler.

## Leben
Lorenzo „Toto“ Ferro wurde 1998 in Buenos Aires geboren. Er ist der älteste Sohn des Schauspielers Rafael Ferro und der Kostümdesignerin Cecilia Allassia und hat noch eine Schwester Matilda und einen jüngeren Bruder Antonio. Er wuchs in Belgrano auf und besuchte der Einfachheit halber eine katholische Grundschule in der Gegend, nur einen Block von ihrem Haus entfernt. Er vollendete seine Schullaufbahn auf einer jüdischen Sekundarschule der ORT, wo er den Schwerpunkt Medien wählte.
Seine erste Filmrolle erhielt Ferro in dem Kriminalfilm Der schwarze Engel von Luis Ortega, der im Mai 2018 bei den Internationalen Filmfestspielen von Cannes seine Premiere feierte. Darin spielt er in der Hauptrolle einen 17-jährigen Serienkiller mit Engelsgesicht. Es folgten wiederkehrende Rollen in den Serien El marginal (2019), Narcos: Mexico (2021) und Fanático (2022). Im Jahr 2024 übernahm er die Titelrolle in dem preisgekrönten Spielfilm Simón de la montaña.

## Filmografie
- 2018: Der schwarze Engel (El Ángel)
- 2019: El marginal (Fernsehserie, 8 Folgen)
- 2021: Narcos: Mexico (Fernsehserie, 8 Folgen)
- 2022: Fanático (Fernsehserie, 5 Folgen)
- 2024: Simón de la montaña

## Auszeichnungen
Academy of Motion Picture Arts and Sciences of Argentina
- 2018: Auszeichnung als Bester Nachwuchsdarsteller (Der schwarze Engel)

Havana Film Festival
- 2018: Auszeichnung als Bester Schauspieler (Der schwarze Engel)

Premios Fénix
- 2018: Auszeichnung als Bester Schauspieler (Der schwarze Engel)